# Nealiolus rufus
Nealiolus rufus är en stekelart som först beskrevs av Riley 1871.  Nealiolus rufus ingår i släktet Nealiolus och familjen bracksteklar. Inga underarter finns listade i Catalogue of Life.